# 湯ノ宮の座論梅

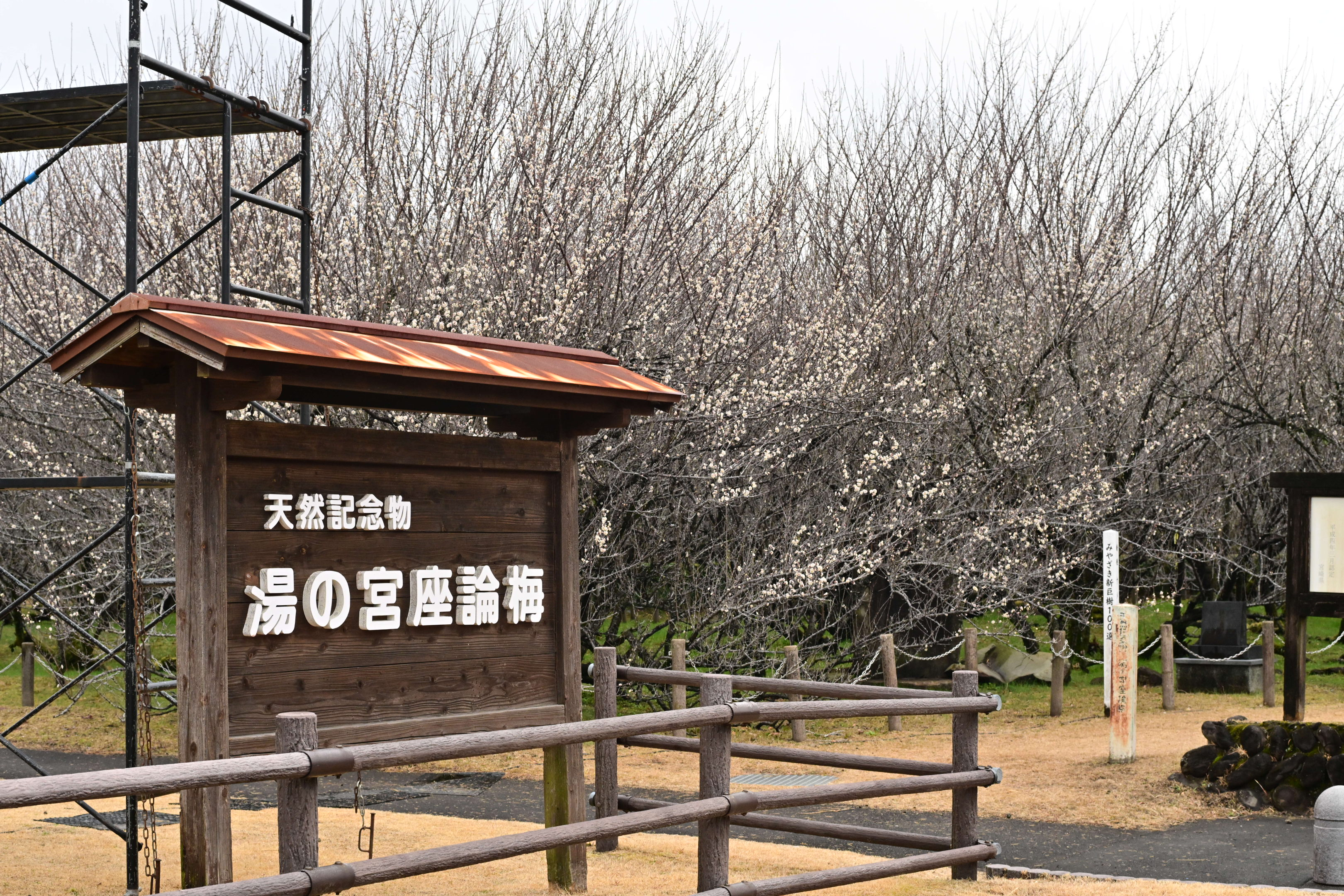
湯之宮の座論梅

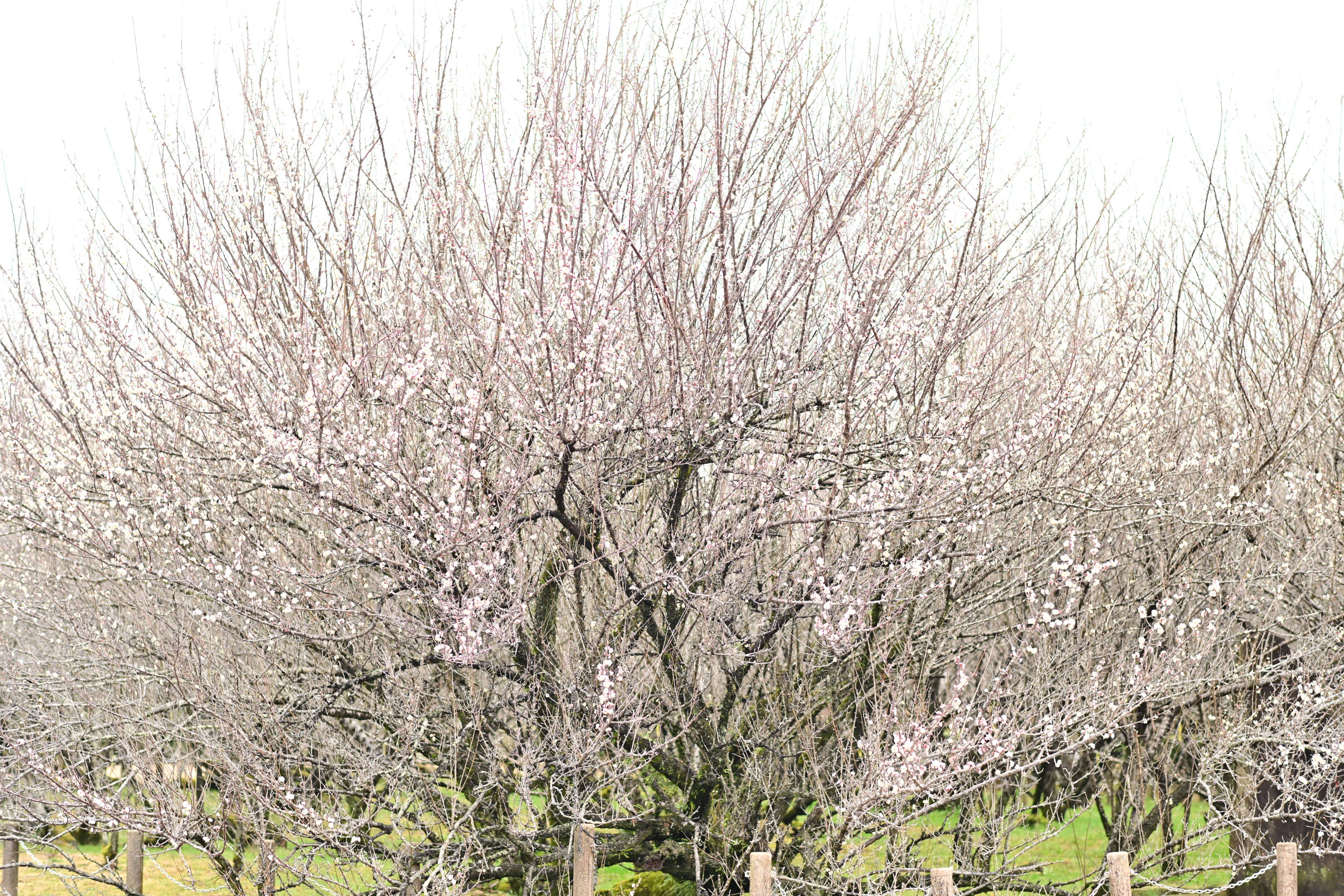
座論梅

湯ノ宮の座論梅（ゆのみやのざろんばい）は宮崎県児湯郡新富町大字新田にある国の天然記念物である梅の木。1935年（昭和10年）12月24日指定。

## 概要
湯の宮座論梅は、湯之宮「神武天皇御東征の際この地においてお湯を召されご休憩の後、梅の枝を突き立てたままお発ちになりその後これが芽を吹き元木となり成長して今日に至ったもの」と伝えられている。
座論梅という名の起こりは「ザロミ」という梅の種類から名付けられたとも、また、徳川時代に佐土原、高鍋両（明倫堂）の間に梅林の所有争いが起こり、両藩士がこの地で出会い座して論議したので座論梅となったものと伝えられる。
この座論梅は、元は１株であったものが横に伸び地について新しい株となり次々と繁殖して、現在８０株になったものである。樹齢は600年とも言われている。
湯の宮の座論梅は、宮崎市高岡町の月知梅と並び、宮崎県の梅の名所として古くから知られている。また、鹿児島県の「藤川天神の臥龍梅」を加え、三州三梅の一つと言われる。

## 座論梅と新富町

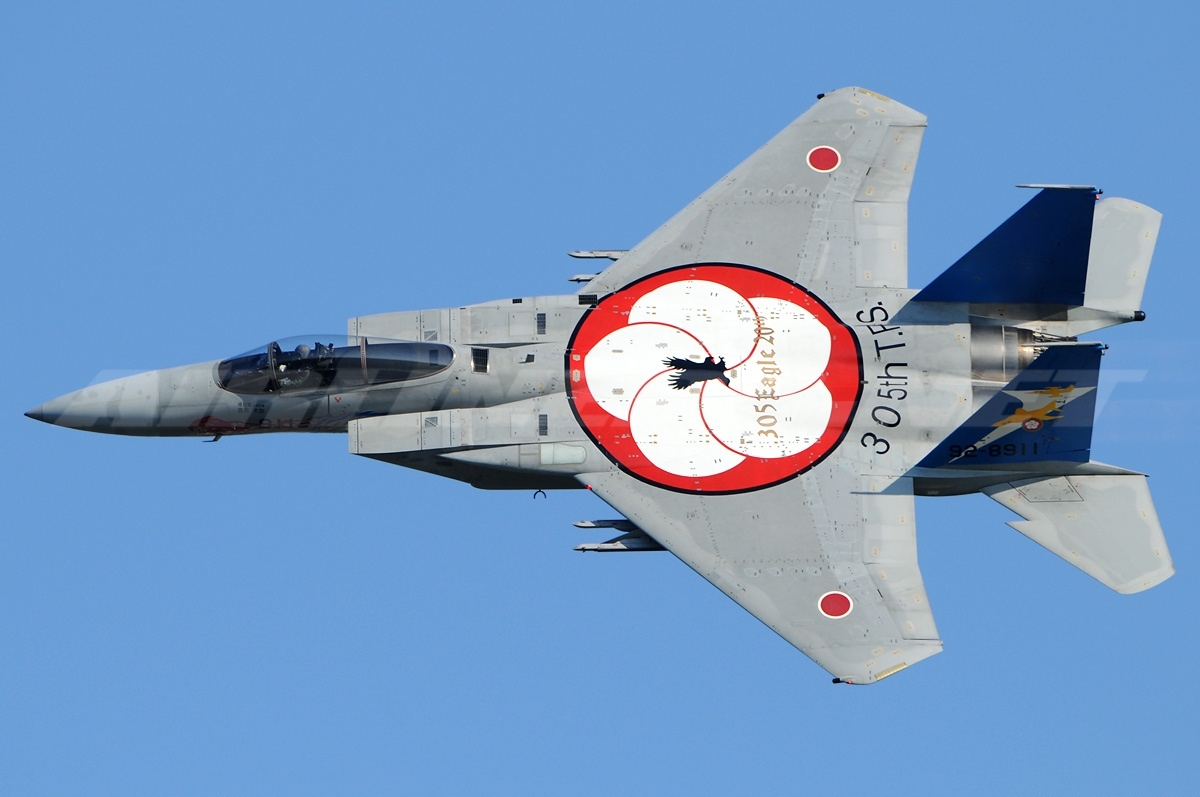
第305飛行隊の梅マーク。（写真は茨城県・百里基地駐屯時代のもの）

ウメを「町の木」としている新富町では、座論梅を町おこしに使っており、開花のシーズンにあわせ「座論梅梅まつり」を行っている。そのほか、近隣施設であるゴルフ場「宮崎座論梅ゴルフクラブ」も「座論梅」をつけて名乗っている。
さらに、同町に所在する航空自衛隊・新田原基地に駐屯する第305飛行隊の部隊マークが「梅」であることから、部隊ワッペンなどに「座論梅」の文字を刺繍している。